# Heilig Hartkerk (Izegem)

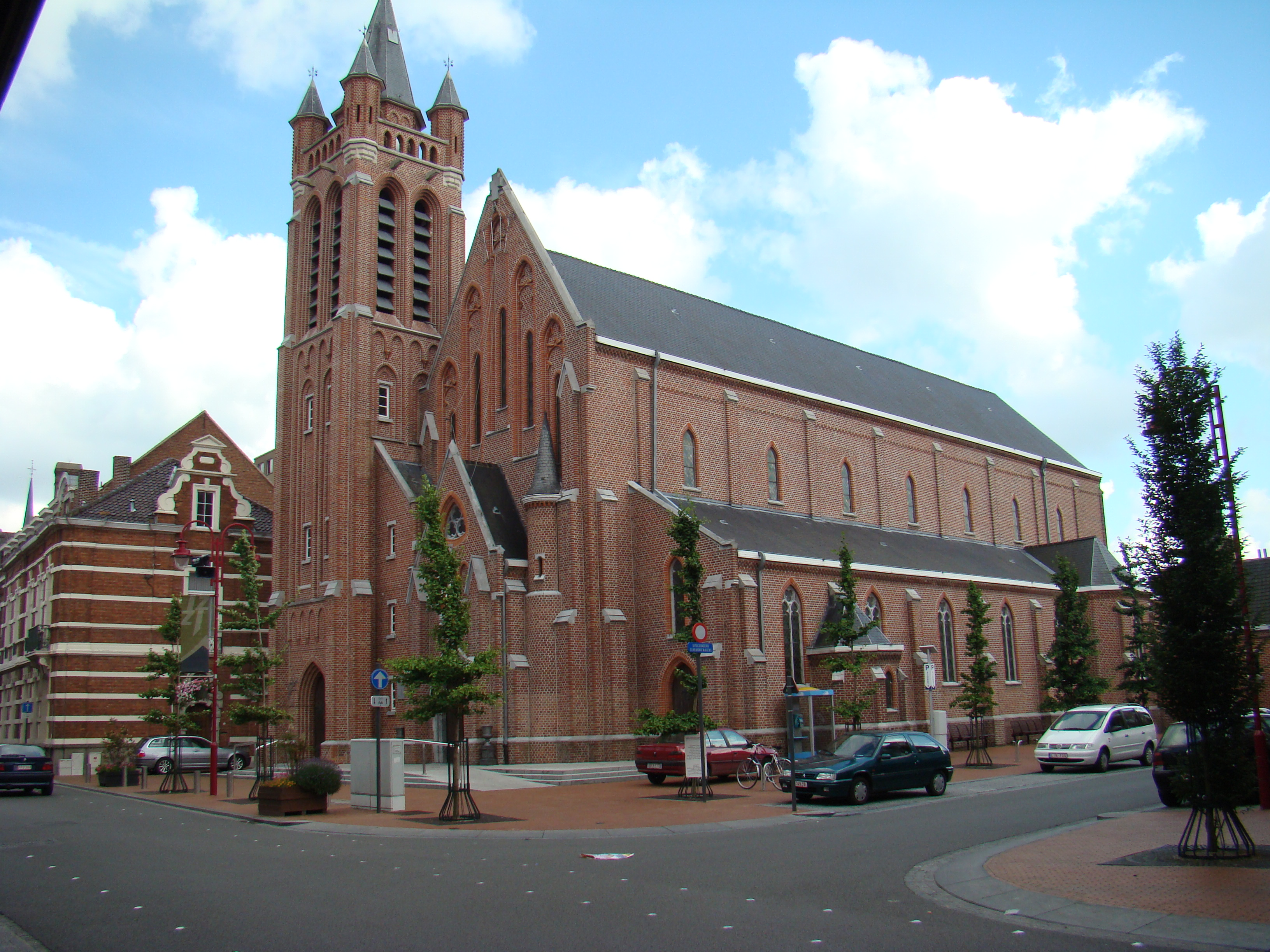
Heilig Hartkerk

De Heilig Hartkerk is een rooms-katholiek kerkgebouw in de West-Vlaamse plaats Izegem, gelegen aan Roeselaarsestraat 55.

## Geschiedenis
Het betrof een neogotische private kerk die in 1895 werd gebouwd in de tuin van mevrouw Eugénie Angillis naar het ontwerp van Izegemse architect Jules Vercoutere. Toen in 1907 de Heilig Hartparochie werd opgericht werd het gebouw, dat enige tijd leeg had gestaan, geschonken aan deze parochie. In 1908 werd de kerk opgeknapt, maar in 1917 werd de kerk opgeëist door de Duitse bezetters en als schouwburg in gebruik genomen. In 1930 werden een toren en een sacristie bijgebouwd naar ontwerp van Carlos Beyaert.

## Gebouw
Het is een naar het noorden georiënteerd, driebeukig basilicaal bakstenen kerkgebouw met aangebouwde zuidwesttoren. Het geheel is in neogotische stijl uitgevoerd.